# 香港政府憲報

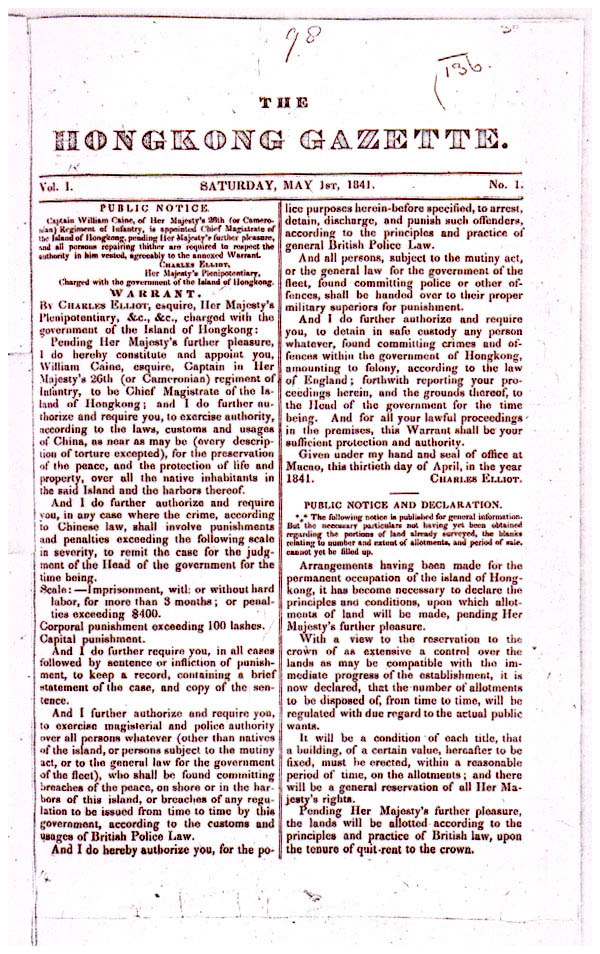
香港政府憲報，1841年5月1日第1號

《香港政府憲報》（1841年5月1日—1997年6月30日），1997年7月1日香港主權移交後改稱《香港特別行政區政府憲報》（Government of the Hong Kong Special Administrative Region Gazette），1841年初刊時稱《香港憲報》（是香港政府發佈公告、啟事及法例等的官方出版物。憲報由政府物流服務署（2003年前為政府印務局）發行，受命於政府物流服務署署長及財經事務及庫務局局長。香港的所有條例及附屬法例，都要在憲報刊登（通稱「刊憲」）才生效。
曾有訴訟因相關法律未有刊憲，疑犯因而脫罪。

## 歷史
早於1841年香港開埠後，便已經有《香港憲報》的出現，當時中文譯為《轅門報》或《香港轅門報》。第一份《香港憲報》出版於1841年5月1日，內容公佈了拍賣香港土地的詳情。
自1981年第43期憲報起，所有內容（除房屋署以外的中標公告，只有英文版）均為中英對照。至1997年主權移交後，憲報卷號由第1卷起重新開始，並先展示中文文本，然後才是英文版。自同年11月起，所有中標公告亦全面改為中英對照。

## 概述
《香港憲報》通常於逢星期五出版。若果有需要時，《憲報》可以在星期五以外的日期出版，稱為「憲報號外」。
《香港憲報》分為7部分：
1. 「政府公告」，內容是政府官方委任令、法定公告及政府招標等（當中，上一個月的政府各部門及房委會開標結果，自1985年尾起，均在當月最後一份憲報常刊中正式公佈；另外，在1996年歸化英國海外領土公民（香港）及居英權計劃分別截止前，所有雙數期號的憲報，均會列出成功加入英籍人士名單、原來國籍、英籍證書簽發日期及地址）；
2. 「第1號法律副刊」，香港條例的新增或修訂公告，例如《2006年為僱員權益作核證(中醫藥)(雜項修訂)條例》；
3. 「第2號法律副刊」，法律規例，例如法定巴士路線；
4. 「第3號法律副刊」，條例草案，例如《非應邀電子訊息條例草案》；
5. 「第4號特別副刊」，註冊/牌照人士名單，例如地產代理牌照名單 、註冊醫生及幼兒中心等名單；
6. 「第5號特別副刊」，草案擬本、行政命令及
7. 「第6號副刊」，公共啟事，例如有限公司清盤會議通知、業務轉讓、拆夥及商標註冊申請等。

## 外部連結
- 香港特別行政區憲報網站 （页面存档备份，存于）